# スタッド・デ・アルプ
スタッド・デ・アルプ（Stade des Alpes）は、フランス・イゼール県グルノーブルにある球技専用スタジアム。グルノーブル・フット38とFCグルノーブルがホームスタジアムとして使用している。

## 概要
計画当初は2004年4月完成の見込みであったが、建設開始前の下準備として用地の木々を伐採する際、樹齢100年を超える木の伐採に抵抗する建設反対派が原因で4年もの遅れが生じた。スタジアム開場前の2007年9月3日、100点以上の公募の名からスタッド・デ・アルプ (Stade des Alpes)というスタジアム名が採用され、2008年2月にこけら落しが行われた。
スタジアムの設計はパリに事務所を構えるシェクス&モレル建築事務所が担当し、イギリスの球技専用スタジアムを模したピッチと観客席が近い構造が取られている。
主にサッカーとラグビーユニオンの試合で使用され、サッカーではグルノーブル・フット38が、ラグビーではFCグルノーブルが開場以来ホームスタジアムとしてオリ、いずれのクラブも国内1部リーグでのプレー経験がある。

## 開催された主な試合

### サッカー
- 国際Aマッチ

| 日付          | ホームチーム | 結果 | アウェーチーム | 大会     |
| ------------- | ------------ | ---- | -------------- | -------- |
| 2008年5月27日 | フランス     | 2-0  | コロンビア     | 親善試合 |

- 2019 FIFA女子ワールドカップ

| 日付          | ホームチーム | 結果 | アウェーチーム   | ラウンド   |
| ------------- | ------------ | ---- | ---------------- | ---------- |
| 2019年6月9日  | ブラジル     | 3-0  | ジャマイカ       | グループC  |
| 2019年6月12日 | ナイジェリア | 2-0  | 韓国             | グループA  |
| 2019年6月15日 | カナダ       | 2-0  | ニュージーランド | グループE  |
| 2019年6月18日 | ジャマイカ   | 1-4  | オーストラリア   | グループC  |
| 2019年6月22日 | ドイツ       | 3-0  | ナイジェリア     | ラウンド16 |

- 国際Aマッチ (女子)

| 日付          | ホームチーム | 結果 | アウェーチーム | 大会     |
| ------------- | ------------ | ---- | -------------- | -------- |
| 2016年9月16日 | フランス     | 1-1  | ブラジル       | 親善試合 |
| 2018年10月9日 | フランス     | 6-0  | カメルーン     | 親善試合 |

## ギャラリー

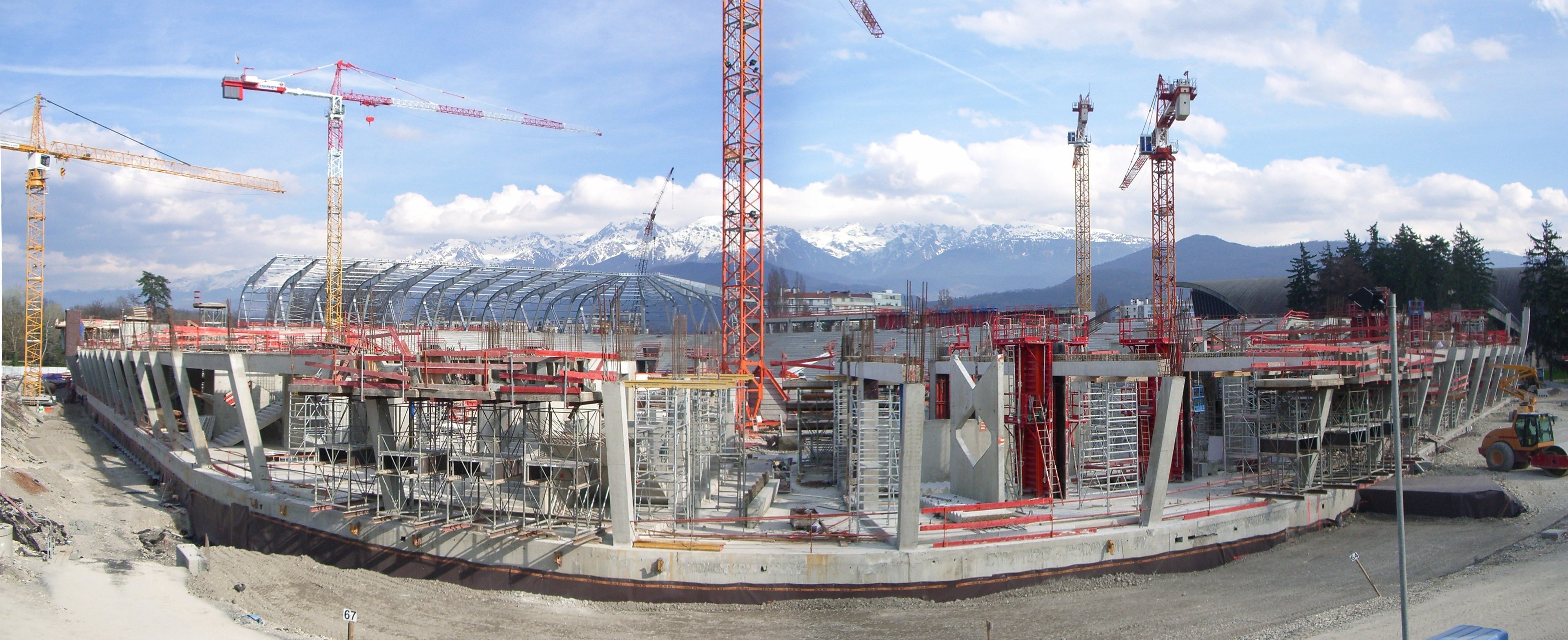
建設中のスタジアム
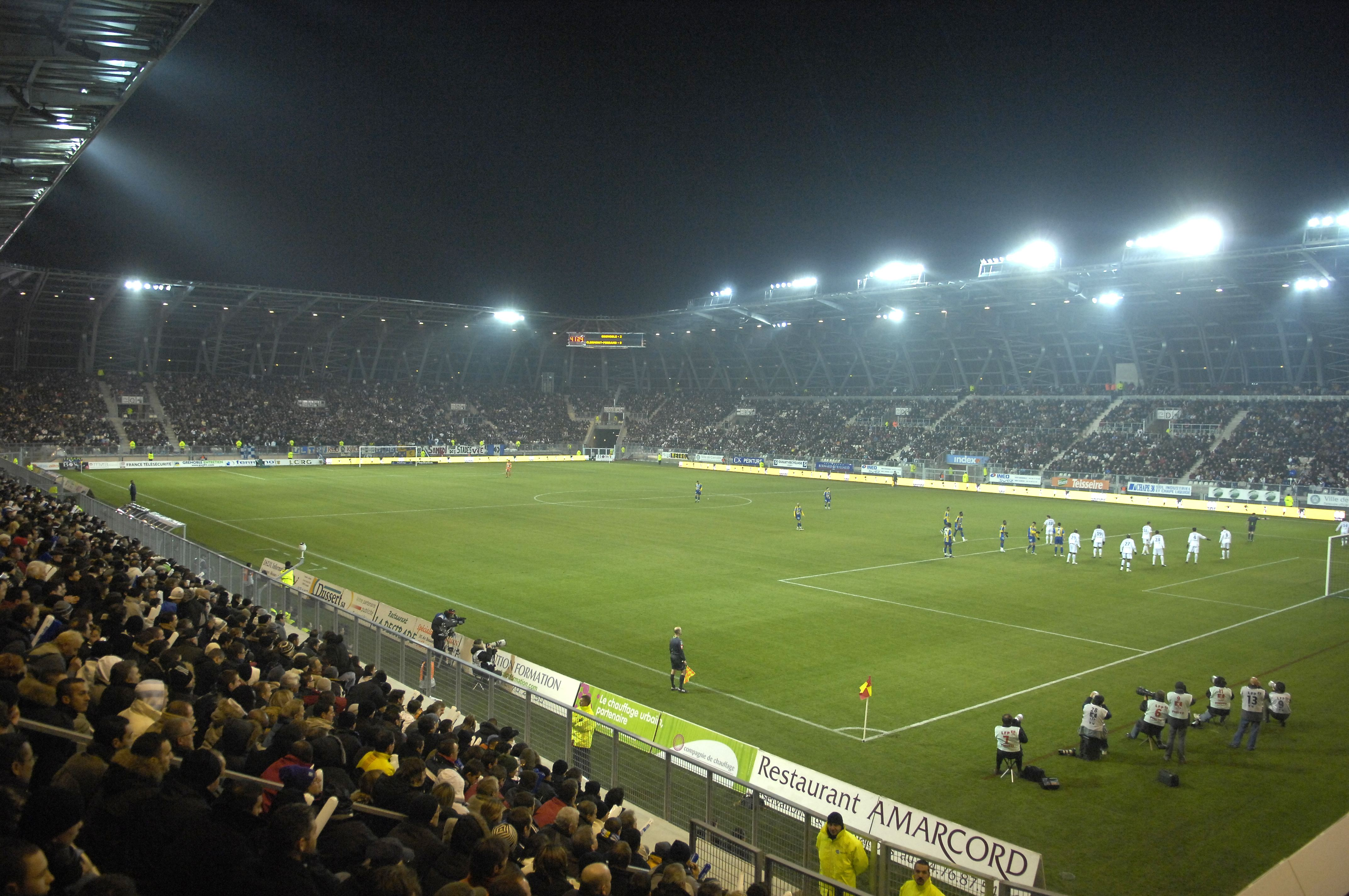
内観
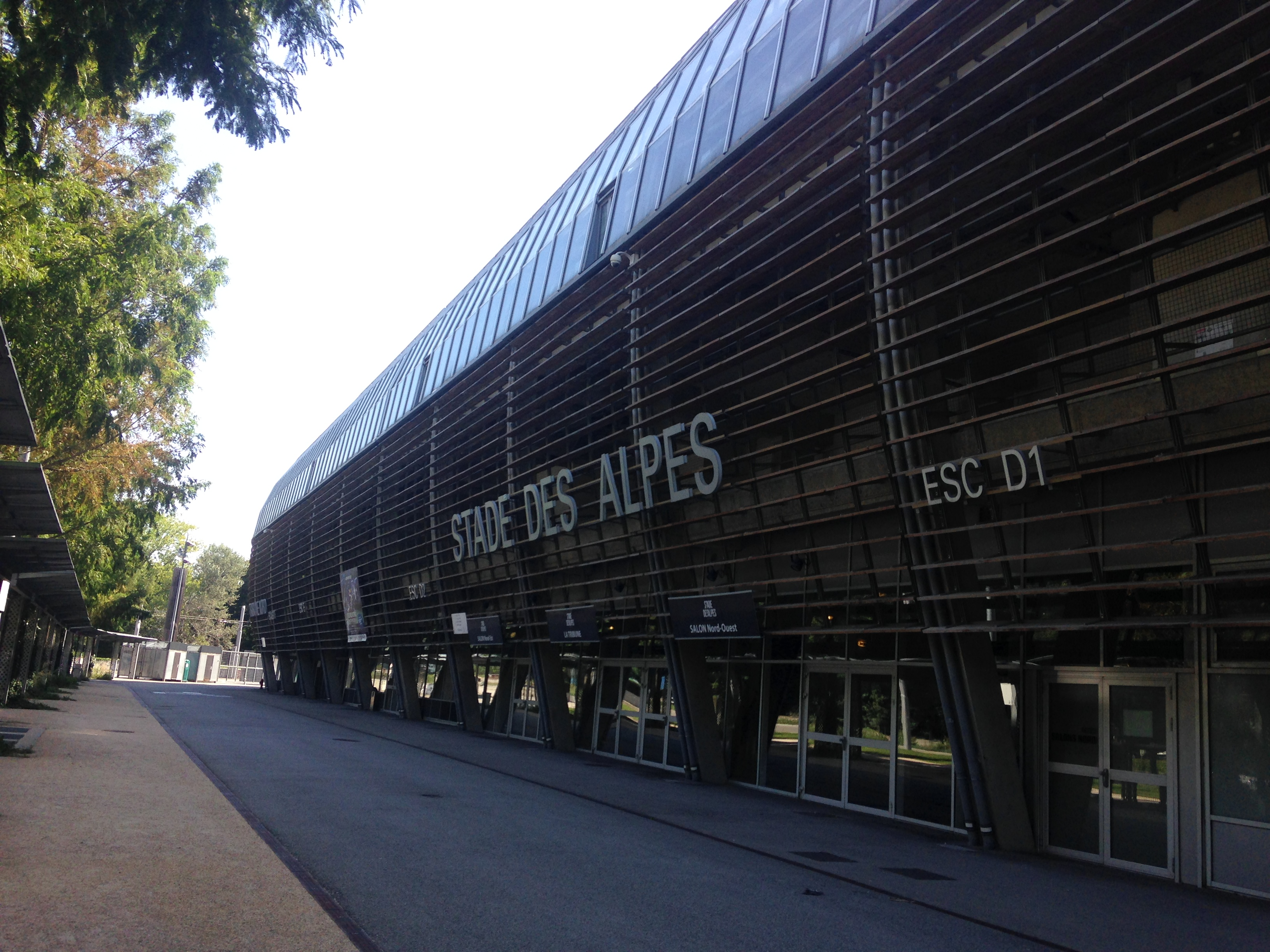
外観
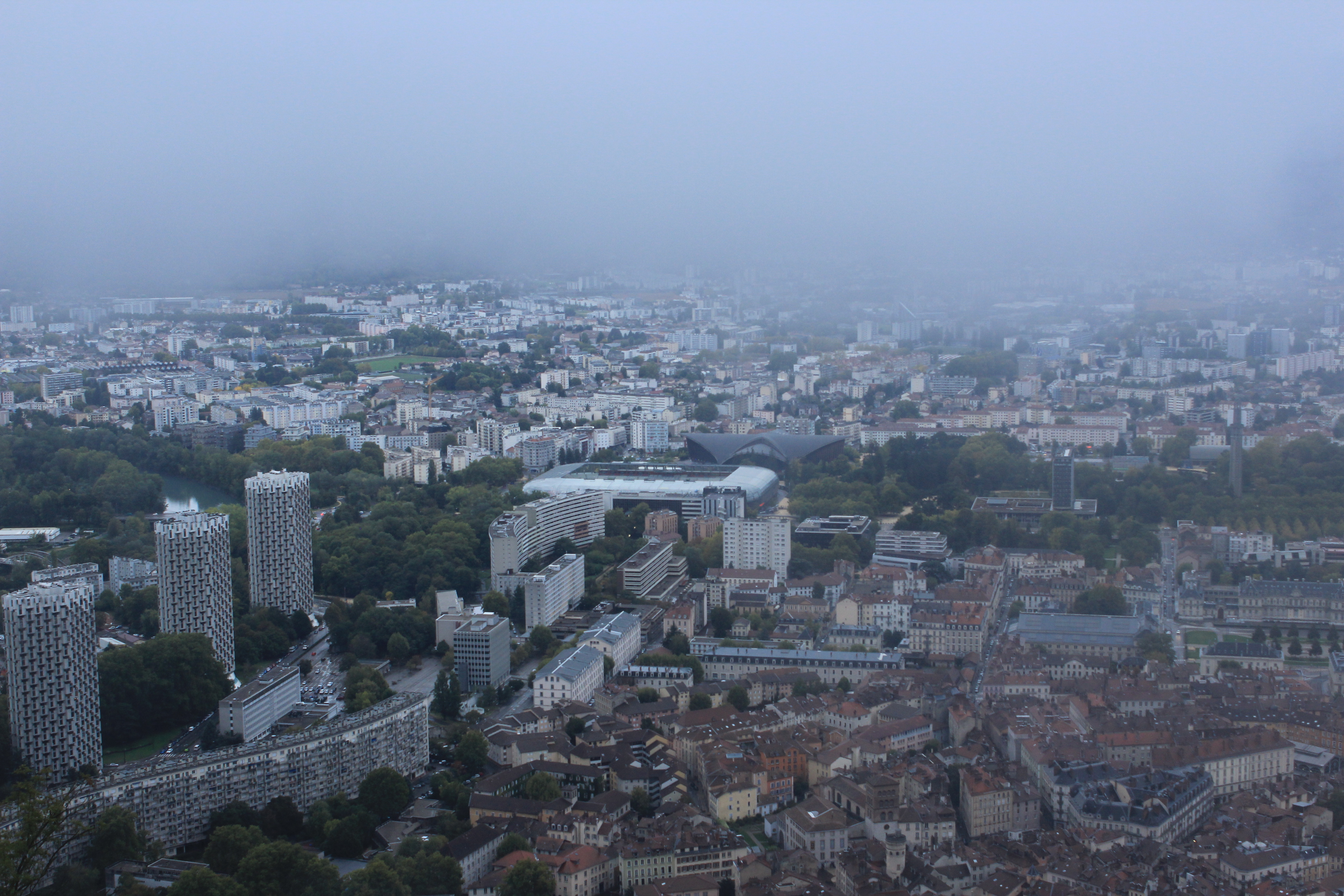
スタジアムの遠景